# Neoleprea clavata
Neoleprea clavata är en ringmaskart som beskrevs av Mohammad 1973. Neoleprea clavata ingår i släktet Neoleprea och familjen Terebellidae. Inga underarter finns listade i Catalogue of Life.